# It's What's Inside
It's What's Inside är en amerikansk skräckkomedi från 2024. Filmen är regisserad av Greg Jardin som också skrivit filmens manus. Filmen hade premiär den 4 oktober 2024 på Netflix.

## Handling
Filmen kretsar kring några gamla collegekompisar som träffas inför ett bröllop.  Återföreningen övergår snart till en mardröm när en oväntad gäst dyker upp med en mystisk resväska.

## Rollista (i urval)
- Brittany O'Grady – Shelby
- James Morosini – Cyrus
- Alycia Debnam-Carey – Nikki
- Devon Terrell – Reuben
- Gavin Leatherwood – Dennis